# 拉尔夫·布鲁德尔
拉尔夫·布鲁德尔（德語：Ralf Brudel，1963年2月6日—），德国男子赛艇运动员。他曾代表东德、德国参加1988年和1992年夏季奥林匹克运动会赛艇比赛，获得一枚金牌和一枚银牌。